# ヤメ検の女
『ヤメ検の女』（ヤメけんのおんな）は、2009年から2016年まで朝日放送（現：朝日放送テレビ）とG・カンパニーの制作により、テレビ朝日系で放送されたテレビドラマシリーズ。全7回。主演は賀来千香子。
第6弾からは『新ヤメ検の女』として、タイトルと設定の一部を変更している。
第6弾（新・ヤメ検の女〈第1作〉）までは「土曜プライム」の一企画に降格前の「土曜ワイド劇場」で、第7弾（新・ヤメ検の女〈第2作〉）は「土曜プライム・土曜ワイド劇場」で放送された。

## 登場人物

### 葵あかね法律事務所
葵あかね
演 - 賀来千香子
経歴：東京地方検察庁（第1作）
→ 石川比呂也法律事務所（第1作）
→ 葵あかね法律事務所（第2作 - ）
ヤメ検。かつては検事だったが、捜査中の事件が上層部からの圧力で幕引きにされた事に憤りを覚え検事を辞職。検事時代の先輩・石川比呂也に誘われプロボノ弁護士として働く。第2作からは自身の事務所を構えている。『新ヤメ検の女』からは、国選弁護専門として活動するため、雑居ビルの屋上のプレハブを事務所としている。
桜井花子
演 - 須藤温子（第1作 - 第5作）
経歴：石川比呂也法律事務所（第1作）
→ 葵あかね法律事務所（第2作 - 第5作）
事務員。あかねのアシスタント。
矢吹真緒
演 - 雛形あきこ（新第1作 - ）
小劇団の看板女優。元ヤン。あかねの協力者。DV被害から救ってもらった縁で、あかねを姐さんと慕っている。
奥本健三
演 - 竜雷太（新第1作 - ）
あかねの事務所の大家。あかねの協力者。

### あかねの関係者
葵健介
演 - 温水洋一（第1作 - 第5作）
あかねの夫。普段は農業を営んでいる。
堺虎之助
演 - 泉谷しげる（第1作 - 第5作）
弁護士。カネに汚いダーティワークを行うが、腕はたつ。

### 検察庁関係者
剣崎十志男
演 - 川平慈英（新第1作 - ）
東京地方検察庁検事。あかねとは司法修習の同期生。口の減らない猛烈トークの端々で野球用語を使う。
田上道明
演 - 小木茂光（第1作・第2作・新第1作・新第2作）
経歴：東京地方検察庁検事正（第1作・第2作）
→ 最高検察庁検事（第1作・新第2作）
あかねの元上司。女装クラブ「クレオパトラ」会員（新第1作）。地下アイドル「武蔵村山ベイビーズ」の追っかけ（新第2作）。
鴨下大輔
演 - 中村靖日（新第1作 - ）
東京地方検察庁事務官。

### 警察関係者
野瀬剛史
演 - 市川知宏（第4作 - ）
経歴：警視庁芝浦南警察署（第4作）
→ 警視庁捜査一課（第5作 - ）
警視庁捜査一課巡査部長。あかねを慕っており、また事件の詳細や重要な事をあかねに教えたり、彼女に頼まれて独自に捜査を行う等、あかねを陰ながら手助けしているが、それもあって彼女からは重宝されている。毎回事件の不審な点を見つけるも高岡に一蹴され、高岡への反発と事件の真実を明らかにする為にあかねに協力し、時に手を貸す。
高岡宗一
演 - 中西良太（第5作 - ）
警視庁捜査一課警部。何よりも事件の早期解決を優先する事が多く、一度犯人と疑われた者を完全に犯人だと決め付けて事件の幕引きを図ろうとしたり、部下である野瀬から事件の不審な点を指摘されても耳を貸さずに逆に一蹴する等、自分勝手な一面もある。また、何かと事件を嗅ぎ回るあかねの事も快く思っていない節があり、会う度にあかねに嫌味な態度を見せたり、彼女の肩書きや経歴に対しても難癖をつけている。

### ゲスト

#### ヤメ検の女（2009年 - 2014年）
第1作（2009年）
- 高松京子（幸一の姉・清掃員） - 川上麻衣子
- 沢田（警視庁警部補・あかねを慕う刑事） - 中本賢
- 大山里子 - 原久美子

種苗メーカー「テヅカのタネ」部長。傷害致死事件加害者。その後不起訴処分になるが殺される。
- 手塚菊夫（「テヅカのタネ」社長） - 新藤栄作
- 手塚香 - 古村比呂

菊夫の妻。介護施設でボランティアをしている。
- 財前浩二（「テヅカのタネ」副部長・里子の部下&愛人） - 新田純一
- 片岡（片岡シード社長） - 浅見小四郎
- 吉岡（「テヅカのタネ」顧問弁護士） - 青山勝
- 高松幸一（「テヅカのタネ」社員・傷害致死事件被害者） - 佐野圭亮
- 高松明奈（幸一の娘） - 大西風花
- 児童相談所職員 - 長谷部香苗
- 東京地検事務官 - 渡辺航
- 刑事 - 牧徹
- 「テヅカのタネ」社員 - 小久保丈二、青山伊津美、宮内理沙、桜井映里、成島有騎
- 介護施設スタッフ - 白神早季子
- 成澤（片岡シード社員） - 桐生康詩
- 種苗会社不当解雇事件の原告 - コント山口君と竹田君
- バーテン - 大地黎
- マッサージ師 - 鈴木美智子
- 田中（介護施設で倒れた老人） - 川辺康
- 介護施設入居者 - 小田島敏子
- 警察官 - 松林慎司
- 幸一の妻（故人） - 芹沢友綺
- 石川比呂也 - 大和田伸也

石川比呂也法律事務所の弁護士。ヤメ検。あかねの検事時代の先輩。辞職後は弁護士に転身している。検事を辞めたあかねをスカウトする。
- その他 - 斉藤大地、一世司

第2作（2011年）
- 三井大介 - 金山一彦

警視庁多摩東警察署刑事課課長。事件解決に消極的な空気の中孤軍奮闘する。
- 斉藤佳絵（雅紀の妻・雅紀の司法解剖を拒む） - 村井美樹
- 大下善巳 - 丹波義隆

警視庁多摩東警察署署長。事件捜査に及び腰。
- 斉藤雅紀 - 斎藤陽一郎

「週刊新星」記者。偽装自殺で殺された被害者。民自党幹事長・藤井の政治疑惑のスクープをつかむ。
- 山本裕司（殺人事件の容疑者・不審なバイク事故死を遂げる） - 福山一樹
- ひろみ（風俗嬢） - 村上東奈
- 田原（「週刊新星」編集長） - 掛田誠
- 大谷さちよ - 片岡明日香

冒頭部の、あかねの離婚訴訟のクライアント・ドメスティックバイオレンス被害者。
- 管理官 - 井上高志
- 小関孝志（ターチ製薬経理部課長・藤井との政治献金の裏金を管理する） - 小川隆市
- 刑事 - 宮澤寿、外川貴博
- 記者 - 帆足健志、福井仁美
- 小関の上司（ターチ製薬社員） - 大久保運
- 奥村の秘書 - 三倉翔
- 奥村栄二（民自党衆議院議員） - 篠田三郎
- 城北大学付属病院医師 - 倉一平
- 監察医 - 建蔵
- 東郷（「週刊新星」カメラマン・雅紀のコンビ） - 平塚真介
- 養護施設「聖バレリオの家」シスター - 西川美也子
- カフェの赤メガネのウェイトレス - 五十嵐舞
- ナイフを持った傍観者 - 鈴木秀人
- 首を吊る父親 - 松井祐二
- 通行人 - 早田友一、小林眞弓
- 戸塚孝之（宗子の秘書） - 鶴田忍
- 藤井勉 - 上田耕一

民自党幹事長。死因究明制度に反対の立場だがターチ製薬との献金スキャンダルがある。
- 渡辺宗子 - 池上季実子（高校生：朝丘マミ）

民自党衆議院議員。あかねの検事時代の先輩。「死因究明制度を考える会」発起人。
- その他 - 白石紗也、金井修

第3作（2012年）
- 石田貴子（克人の妻） - 三浦理恵子
- 牛寺恒夫（事件目撃者・ドリームトーイ総務部部長） - 徳井優
- 石田克人（事件被害者・ドリームトーイ開発部社員） - 山田純大
- 平山雄一（事件容疑者・ドリームトーイ総務部社員） - 蟹江一平
- 北山光子 - 谷川清美

石田家の隣人。電動乗用カートの欠陥が原因での智也の怪我への謝罪に訪れた克人に文句を言う。
- 警視庁聖橋警察署の刑事 - 小澤雄太
- 笠原（帝都大学病院医師・果歩の主治医） - 四方堂亘
- 西岩の行きつけのスナックのママ - 中野若葉
- 石田果歩（克人の娘・帝都大学病院に脳腫瘍にて入院中） - 毛利恋子
- 平山和虎（雄一の息子） - 安田吏玖
- 北山智也（光子の孫） - 市村涼風
- クリーニング屋の配達人 - 芹沢礼多
- 帝都大学病院看護師 - 芳野友美
- 平山家に取材に来たリポーター - シーナ茜
- ガード下の飲み屋の主人 - 高土新太郎
- 平山家の玄関にゴミを捨てる隣人 - たむらもとこ
- ドリームトーイ秘書 - 真木順子
- 帝都大学病院医師 - 山崎亨太
- 主婦 - 梅村和世
- 平山滋子（雄一の母） - 大森暁美
- 西岩徹 - 渡辺哲

部品メーカー「ウエストロック」社長。電動乗用カートの駆動部モーターの製造を担当。
- 田代 - 伊吹吾郎

警視庁聖橋警察署の刑事。階級は警部。事件のスピード解決の記録更新を目指し、あかねと敵対する。
- 植草大二郎 - 田中健

玩具メーカー「ドリームトーイ」専務。企業防衛のため平山に罪を認めさせることをあかねに迫る。
- その他 - 石川美佳、西尾くみこ

第4作（2013年）
- 赤広洋介（警視庁芝浦南警察署の刑事・4年前の羽白夏美強姦殺人事件の捜査も担当） - ダンカン
- 佐々木康祐（バーテンダー・夏美の元恋人） - 長谷川朝晴
- 黒谷寛之（クラブ「NOMORAL」経営・4年前の羽白夏美強姦殺人事件の被告） - RIKIYA
- 小野口（警視庁管理官） - 河西健司
- 山田晴海（投資詐欺被害者） - 立石涼子
- 羽白夏美（元ソムリエ見習い・4年前の強姦殺人事件の被害者） - 折井あゆみ
- 比留間辰吉（投資詐欺グループメンバー） - 川本淳市
- 赤広瑞樹（洋介のひとり娘・順東大学病院に重篤な肝硬変で入院中） - 大西菜友
- 宮尾（「NOMORAL」マネージャー） - 中山雄介
- 荻野龍玄（投資詐欺ファンドの片棒をかついだ国会議員） - 三田村賢二
- 杉浦（投資詐欺グループメンバー） - 吉舎聖史
- 裁判官 - 浦崎宏
- 警察官 - 志村史人
- TVリポーター - 白滝まつり
- 山田晴海の隣人 - 竜のり子
- 順東大学病院医師（瑞樹の主治医） - 向井恭介
- コスプレパブの客 - 斉藤岳
- 山田晴海の犬の友達 - 中寛三、早野ゆかり、長浜奈津子
- ワインバーのオーナー - 川奈龍平
- 警察官 - 高城ツヨシ
- 黒谷（黒谷の親戚の叔父） - 橋本亮
- 羽白未緒（夏美の母・治夫の妻） - 筒井真理子
- 羽白治夫（夏美の父・レストラン「ジョルジュ」経営・黒谷寛之殺害の容疑者） - 永島敏行
- その他 - 沢井正棋、高橋K太、桑原瑠菜、桑原琉星

第5作（2014年）
- 嶋田夏恵（嶋田の妻） - 中島ひろ子
- 嶋田美桜（嶋田の娘） - 黒川智花（赤ん坊：巻田佳蓮 / 少女期：舞優）

ピアニストの道を歩んでいる。
- 小早川純平（嶋田の部下で大学時代の後輩） - 河相我聞
- 井原綾（ネット通販会社「クローバー」営業部社員・花子の友人） - 木内晶子

殺された嶋田と不倫関係にあった。
- 飯島誠治（「クローバー」常務） - 新井康弘
- 金子修（「クローバー」営業部社員） - 城咲仁
- 嶋田秋俊（「クローバー」経営企画室室長） - 石田登星

ホテル内で殺害された第1被害者。
- 江崎功（「クローバー」営業部長） - 芦川誠
- 「スナックあかり」ママ - 大家由祐子
- 相原努の母 - 松風はる美
- 嶋田の行きつけのバーのバーテンダー - 浅見小四郎
- 神戸市の理髪店店主 - 石沢徹
- 美桜のピアノの師 - 杉山みどり
- 福田洋平（フットサルのプレーヤー） - 鈴木秀人
- 「クローバー」の受付嬢 - 白花百合
- 「クローバー」社員 - 大窪晶、原田大輔、佐賀孔生、赤間浩一、相馬一貴、中上サツキ、町理恵
- 報道記者 - 大村健二
- TVリポーター - 白滝まつり
- 小早川の家の隣人 - 芹沢礼多
- スポーツ用品店店員 - 西山聡
- カプセルホテルのフロント係 - 諫山幸治
- ウェイトレス - 笠原美香
- 神戸避難所生活の被災者 - 菊池由希子、佐久間まち子
- 相原努（謎のチンピラ・第2被害者） - 斎藤歩
- 三木武史（「クローバー」社長） - 国広富之

ワンマン経営で、社員からの恨みが大きい。
- その他 - 斉藤大地、山中賢一、志冬美、朝山日出男

#### 新ヤメ検の女（2015年 - 2016年）
第1作（2015年）
- 井坂英子（居酒屋チェーン「友民亭」本社経理部スタッフ） - 菜葉菜
- 飯塚誠（「友民亭」本社人事部長） - 宮川一朗太
- 山瀬陽二（「エッグ」ホスト・源氏名はアキラ） - 山口翔悟
- 尾関紗理奈（「友民亭」本社お客様相談室スタッフ・殺人被害者） - 多岐川華子
- 嶋村美久（デザイナー・梨花の同級生） - おのののか
- 阿部梨花（泰子の娘・「友民亭」の元アルバイト・2年前死亡） - 前田希美
- 藤塚瑞枝 （「友民亭」本社お客様相談室スタッフ・紗理奈の同僚） - 川村亜紀
- 「友民亭」本社清掃員 - 松井紀美江、横尾香代子
- 高嶋杏奈（梨花とデザイナー同期） - 板木彩香
- 桂木（「友民亭」店長） - 辰巳智秋
- 東京中央警察病院医師 - 高橋K太
- トオル（「エッグ」ホスト） - 藤田富
- ボクシングジムのトレーナー - 松島圭二郎
- 女装クラブ「クレオパトラ」会員 - 河内浩
- 「クレオパトラ」会員 - 斉藤淳、蔵本康文
- 交番巡査 - 保東洸太
- 牛島里美（「友民亭」本社経理部課長） - 井上晴美
- 阿部泰子 （「友民亭」本社清掃員） - りりィ

紗理奈を刺殺し、そのまま自身の罪として自供したが･･･
- その他 - 遠藤静香、西村信彰、高橋一平、太田雅洋、岩田明

第2作（2016年）
- 萩原由香里（萩原の妻・平川の実娘） - 遊井亮子
- 安元恵美（由香里の母・故人） - 遊井亮子（二役）
- 萩原郁人（「MMAコンサルティング」社長） - 加藤虎ノ介
- 片倉秀俊（「MMAコンサルティング」ファンドマネージャー・萩原の側近） - 近江谷太朗
- 矢田部康太（フリーライター） - 今野浩喜
- 下中智子（由香里のママ友） - 松田沙紀
- 「喫茶店ロマン」マスター - なぎら健壱
- 小幡博（大関鞄工房社長） - 山上賢治
- 矢田部正平（康太の父・6年前死亡） - 島英臣
- 篠田（「MMAコンサルティング」社員） - 谷部央年
- 名越照之（安元恵美のストーカー・35年前死亡） - 出口高司
- 小菅（「MMAコンサルティング」社員） - 佐藤勇真
- 検事 - 田中美央、久保田翔一
- きらりーな（地下アイドル「武蔵村山ベイビーズ」メンバー） - 佐藤日向
- 東京消防庁救急隊員 - 藤田一真
- 片倉と同じマンションの入居者 - 村松恭子
- 藤原保（大関鞄工房従業員） - 飛坂光輝
- 橋口純矢（警視庁葛飾東警察署巡査・橋口卓夫警部補の息子） - 大和孔太
- 都西中央総合病院看護師 - 加島碧
- 都西中央総合病院医師 - 森山栄治
- 萩原春斗（萩原と由香里の息子・誘拐される） - 鴇田蒼太郎
- 下中唯花（智子の娘） - 上杉美風
- 古木勝義（元裁判長裁判官） - 穂積隆信
- 矢田部静恵（康太の母・正平の妻） - 鷲尾真知子
- 平川清（萩原春斗誘拐事件の容疑者・大関鞄工房の元従業員・由香里の実父） - 升毅

## スタッフ
- 脚本 - 小澤俊介、ブラジリィー・アン・山田
- 音楽 - 遠藤浩二
- 監督 - 藤嘉行
- 技術協力 - ビデオフォーカス
- プロデューサー - 柴田聡（朝日放送 / 第1作）、飯田新（朝日放送）、見留多佳城（G・カンパニー）、神崎良（G・カンパニー）
- 製作 - 朝日放送、G・カンパニー

## エピソードリスト
- 話数の第6作以降の括弧は「新ヤメ検の女」の回数。

| 話数 | エピソードタイトル | 初回放送日     | 脚本                     | 監督   | 視聴率 |
| --- | --- | -------------- | ------------------------ | ------ | ------ |
| 1 | 権力に屈しない！父を殺され心閉じた少女を救え！ 検察を出た女弁護士が隠蔽された連続殺人の真相を暴く                        | 2009年11月14日 | 小澤俊介                 | 藤嘉行 | 14.3%  |
| ある種苗会社で、社員同士の傷害致死事件が発生。検察の捜査が進んでいく途中、検察上層部から圧力がかかり、被疑者は不起訴処分になる。ところが、不起訴処分になった被疑者が殺され、傷害致死事件の被害者の姉が殺人容疑で逮捕されてしまう。 | |                |                          |        |        |
| 2 | 殺人を隠蔽する検察！夫は自殺じゃない！ 権力に塗り替えられた真実… 謎のペンダントに隠された哀しい過去                      | 2011年2月19日  | 小澤俊介                 | 藤嘉行 | 11.8%  |
| あかねが週刊誌の記者の首吊り現場に遭遇する。自殺でできる内出血が遺体の首にないことに気づき、警察に偽装自殺の可能性を伝えるが、警察は司法解剖もせずに早々に自殺との結論を発表してしまう。あかねは検事時代の先輩である国会議員の力を借りて遺体の画像診断を行い、他殺の証拠をつかむ。しかし政治スキャンダルの巨大な力があかねの行く手を阻む。       | |                |                          |        |        |
| 3 | 検察を辞めた情熱弁護士！父を殺された難病少女を救え！ 死者が残したメッセージ“うして”の謎!? 連続殺人の闇…                  | 2012年7月21日  | 小澤俊介                 | 藤嘉行 | 15.1%  |
| 玩具メーカー『ドリームトーイ』にて、社員同士の殺人事件が発生。同社の顧問弁護士となっていたあかねだったが、事件に疑問点を感じ、顧問弁護士本来の仕事である玩具メーカーの防衛を拒否して容疑者の無実解明に乗り出す。そして、発売中の電動乗用カートの欠陥事故の裏が明らかとなる。                                                                     | |                |                          |        |        |
| 4 | 検察を辞めた情熱弁護士！半落ち!? 動機を語らぬ犯人 消えた指紋の謎 遺留品に潜む復讐殺人の罠？ 愛娘に迫る死のタイムリミット | 2013年12月21日 | 小澤俊介                 | 藤嘉行 | 11.1%  |
| あかねがまだ検事だった頃に担当した強姦殺人事件の被告となった男性が事件から4年後に殺害され、容疑者として逮捕されたのは、強姦事件の被害者の父親だった。今回の事件は4年前の事件について証拠不十分により男性が無罪とされたことに端を発していた。父親は男性の殺害を認め、あかねの弁護を断る。それでも、父親の無実を信じてあかねは事件解決に奔走する。 | |                |                          |        |        |
| 5 | 元検事の弁護士VSストーカー殺人!? 東京〜神戸を結ぶ謎の200万円！ 美人ピアニストを襲う誘拐事件                              | 2014年12月20日 | ブラジリィー・アン・山田 | 藤嘉行 | 10.1%  |
| 用賀のホテルの一室で通販会社の社員が殺害され、傍らで凶器を持って倒れていた、同じ会社の女性社員が容疑者となった。女性社員は花子の友人だった。冤罪を主張する女性社員と花子を信じ、あかねは解決に奔走する。やがて通販会社の個人情報漏洩疑惑が明らかになるが、被害者の妻子の前に現れた謎の男の存在によって、殺人事件は意外な方向に進み始める。       | |                |                          |        |        |
| 6（1） | 情熱弁護士&機関銃トークのクセ者検事！ 水と油のNEWコンビが挑む復讐殺人と青い蝶の謎                                        | 2015年11月7日  | ブラジリィー・アン・山田 | 藤嘉行 | 12.8%  |
| 居酒屋チェーンのお客様相談室スタッフが、出入りの清掃スタッフに刺殺された。犯人はそのまま自首し自供したが、あかねと剣崎はそれぞれの立場から犯行の不自然な点を見抜き真相究明に動き出す。 | |                |                          |        |        |
| 7（2） | 情熱弁護士VS空気読めないクセ者検事！ 水と油の迷コンビが挑む動機なき誘拐事件!!                                            | 2016年11月26日 | ブラジリィー・アン・山田 | 藤嘉行 |        |
| | |                |                          |        |        |

- 視聴率はビデオリサーチ調べ、関東地区・世帯・リアルタイム。